# Dicerca lugubris
Dicerca lugubris är en skalbaggsart som beskrevs av Leconte 1860. Dicerca lugubris ingår i släktet Dicerca och familjen praktbaggar. Inga underarter finns listade i Catalogue of Life.